# Dimitrie Brândză
Dimitrie Brândză, romunski zdravnik, prirodoslovec in akademik, * 1846, † 1895.
Deloval je kot profesor na univerzah v Iașiju in v Bukarešti. V Bukarešti je ustanovil katedro za botaniko, botanični inštitut in botanični vrt. Pripravil je prvi pregled romunske flore in prvi romunski ključ za določanje rastlin, objavljal pa je tudi na področjih zoologije, parazitologije, anatomije idr.
Leta 1879 je bil sprejet za člana Romunske akademije.